# Anastoechus mellinus
Anastoechus mellinus är en tvåvingeart som beskrevs av Francois 1969. Anastoechus mellinus ingår i släktet Anastoechus och familjen svävflugor.
Artens utbredningsområde är Afghanistan. Inga underarter finns listade i Catalogue of Life.